# Gajularega
Gajularega é uma vila no distrito de Vizianagaram, no estado indiano de Andhra Pradesh.

## Demografia
Segundo o censo de 2001, Gajularega tinha uma população de 13 078 habitantes. Os indivíduos do sexo masculino constituem 50% da população e os do sexo feminino 50%. Gajularega tem uma taxa de literacia de 60%, superior à média nacional de 59,5%: a literacia no sexo masculino é de 69% e no sexo feminino é de 51%. Em Gajularega, 13% da população está abaixo dos 6 anos de idade.